# Atul Gawande
Atul Gawande (né le 5 novembre 1965 à Brooklyn) est un chirurgien, écrivain, et chercheur en santé publique. Il pratique la chirurgie endocrinienne au Brigham and Women's Hospital à Boston. Il est professeur à l'École de médecine de Harvard. En matière de santé publique, il est directeur exécutif d'Ariadne Labs et président de Lifebox, un organisme sans but lucratif qui travaille sur la réduction de la mortalité en chirurgie à l'échelle mondiale. Le 20 juin 2018, le Dr Gawande a été nommé CEO d'une nouvelle entreprise détenue par Amazon, Berkshire Hathaway, et JP Morgan Chase.
Il a beaucoup écrit sur la médecine et la santé publique pour le New Yorker et Slate, et est l'auteur des livres Complications, Better, The Checklist Manifesto et Nous sommes tous mortels : Ce qui compte vraiment en fin de vie.

## Enfance
Gawande est né à Brooklyn, New York. Ses parents sont deux médecins indiens immigrés aux États-Unis. Sa famille a rapidement déménagé à Athens, Ohio, où il a grandi.

## Formation
Gawande a obtenu un diplôme de premier cycle en biologie et en sciences politiques de l'université Stanford en 1987. En tant que boursier Rhodes, il a obtenu un master en philosophie, politique et économie au Balliol College, Oxford, en 1989. Il a obtenu un doctorat en médecine à l'École médicale de Harvard en 1995, et a obtenu une maîtrise en santé publique à l'école de santé publique de Harvard en 1999. Il a complété sa résidence en chirurgie à Harvard en 2003.